# Paleolítico Médio

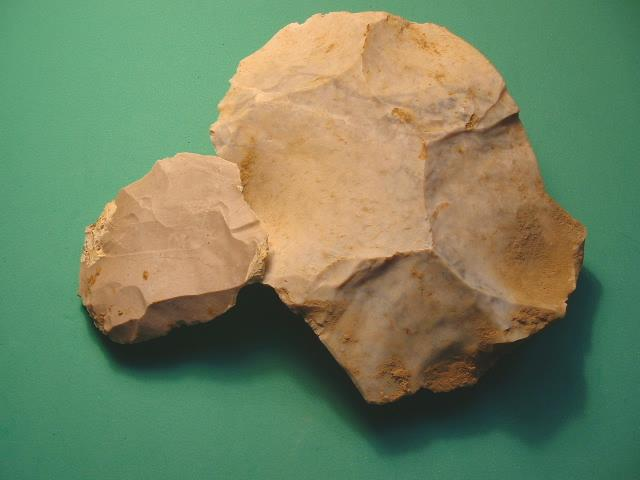
Núcleo e lasca Levallois de sílex em Haute-Saône.

O paleolítico médio é um conceito que compreende um espaço temporal, cultural e geográfico mais restrito do que os períodos do Paleolítico que o antecedem e precedem. Caracteriza-se pela predominância de uma tradição lítica denominada musteriense, que utiliza a técnica de talha denominada método Levalloi ou modo técnico 3, que consiste na obtenção de uma ou várias lascas por defeito, a partir de uma preparação particular do núcleo. É um período muito menos extenso que o anterior (o Paleolítico Inferior) e abrange aproximadamente entre os anos 325 000-300 000 Antes do Presente (AP) e 40 000-30 000 AP.
O Paleolítico Médio coincide com a maior parte do Pleistoceno Superior ou Tarentiano, até cerca de metade da última era glacial, a de Würm-Wisconsin. É também a época do Homo neanderthalensis, que se espalhou da Europa para o Oriente Próximo e grande parte da Ásia Central.

## Visão linear
Inicialmente, o Paleolítico Médio foi definido pela existência do Homo neanderthalensis, espécie que se supunha estar na linha de evolução do gênero Homo em direção ao Homo sapiens. Mas a realidade tem se mostrado mais complexa, e segundo os dados atuais, o H. neanderthalensis não precedeu o H. sapiens, mas foi uma espécie de origem europeia que por 150.000 anos existiu paralelamente ao H. sapiens, originário da África e seu contemporâneo. Um fóssil de Homo sapiens foi encontrado no Vale do Rio Omo, no sul da Etiópia. Omo I, datado de 195 000 anos atrás. Além disso, foi demonstrado que na Ásia Oriental o Homo erectus sobreviveu em uma grande área, enquanto as outras duas espécies se dispersaram pelo planeta, dando origem também, em certas áreas da atual Indonésia, a uma quarta espécie, o Homo floresiensis, com adaptação especializada a florestas.
Não houve, portanto, um processo linear de evolução e a visão inicial do Paleolítico Médio acabou sendo basicamente europeia, verificável apenas naquelas áreas onde o H. sapiens substituiu populações tardias de H. neanderthalensis, ou seja, na Europa e na Ásia Ocidental até o Irã e Uzbequistão, mas não no resto do continente asiático, muito menos nas regiões da África onde surgiu o H. sapiens.

## Eventos
- c. 300.000 BP – Humanos anatomicamente modernos (Homo sapiens sapiens) aparecem na África,[11] uma de cujas características é a falta de pelos corporais significativos em comparação com outros primatas. Veja Jebel Irhoud.
- c. 300.000–30.000 BP – Cultura musteriana (Homo neanderthalensis) na Europa.[12]
- c. 170.000–83.000 BP – Invenção de roupas.[13]
- c. 75.000 BP – Supererupção do vulcão Toba.[14]
- c. 80.000–50.000 BP – O Homo sapiens sai da África como uma única população.[15][16] Nos milênios seguintes, os descendentes dessa população migraram para o sul da Índia, ilhas malaias, Austrália, Japão, China, Sibéria, Alasca e a costa noroeste da América do Norte.[16]
- c. 80.000–50.000? BP – Modernidade comportamental, a esta altura incluindo linguagem e cognição sofisticada.